# Нехворощ (Черкаський район)
Не́хворощ —  село в Україні,у Черкаському районі Черкаської області, підпорядковане Корсунь-Шевченківській міській громаді. У селі мешкає 166 людей. У Нехворощі працюють кінно-спортивний комплекс НВФ "Урожай", клуб, бібліотека, фельдшерсько-акушерський пункт.

## Походження назви села
Назва села Нехворощ походить від однойменної назви річки, яка протікала біля нього.

## Особистості
В селі народився Гриценко Іван Антонович (* 1920) — доктор історичних наук, дослідник історії України середини XVII століття.